# Kubilay Sönmez
Kubilay Sönmez (Kamen, 17 giugno 1994) è un calciatore tedesco naturalizzato turco, centrocampista dell'İstanbulspor.